# Андреј Гејм
Андреј Константин Гејм (рус. Андре́й Константи́нович Гейм; рођен 21. октобра 1958) холандско-британски је физичар совјетског порекла, који ради у Школи физике и астрономије на Манчестерском универзитету.
Гејм је 2010. године, заједно са Константином Новоселовим, добио Нобелову награду за физику „због револуционарних експеримената са дводимензионалним материјалом графеном”. Професор је физике и професор истраживач Краљевског друштва у Манчестерском центру за мезонауку и нанотехнологију.
Осим што је добио Нобелову награду, 2000. године добио је Награду Иг Нобел за коришћење магнетних својстава скалирања воде за левитацију мале жабе користећи магнете. То га чини првом и до сада једином особом која је добила престижну награду за науку и њен иронични еквивалент.

## Образовање
Андреј Гејм рођен је као син Константина Алексејевича Гејма и Нине Николајевне Бајер у Сочију у Русији 21. октобра 1958. године. Оба Гејмова родитеља била су инжењери немачког порекла.
Породица се преселила у Наљчик 1965. године, где је Андреј стекао своје средњошколско образовање. Након матуре, пријавио се на Московски институт за инжењерску физику. Два пута је полагао пријемни испит, а свој неуспех при уписивању приписује дискриминацији на основу његовог немачког порекла. Затим се пријавио на Московски физичко-технички институт, где је и примљен.
Изјавио је да у то време није изабрао да студира физику чврстог стања, преферирајући физику елементарних честица или астрофизику, али је сада задовољан својим избором. Добио је диплому (еквивалент мастера) на Московском физичко-техничком институту 1982. године, а 1987. године одбранио је докторску дисертацију из области физике метала на Институту физике чврстог стања на Руској академији наука у Черноголовки.

## Академска каријера
Након што је докторирао уз менторство Виктора Петрашова, Гејм је радио као истраживач на Институту за микроелектронску технологију на Руској академији наука, а од 1990. године као постдокторски члан  на универзитетима у Нотингему (двапут), Бату и Копенхагену. Изјавио је да је док је био у Нотингему, могао је да проведе време истражујући, умјесто да „плива кроз совјетску патњу” и одлучио је да напусти СССР.
Прву позицију у сталном радном односу добио је 1994. године, када је именован за ванредног професора на Универзитету у Најмегену, гдје је радио на мезоскопској суперпроводности. Касније је стекао холандско држављанство. Један од његових доктораната у Најмегену био је Константин Новоселов, који је постао његов главни истраживачки партнер. Међутим, Гејм је рекао да му је било неугодно током академске каријере у Холандији.
Понуђене су му стипендије за професора на универзитетима у Најмегену и Ајндховену, али их је одбио јер је сматрао да је холандски академски систем превише хијерархијски и пун ситног политичарења. „То понекад може бити прилично неугодно”, каже, „није као у британском систему у којем је сваки члан особља једнак”. С друге стране, Гејм пише у својој нобеловском говору да „поред тога, ситуација је била помало нестварна јер сам изван универзитетских зидова добио срдачну добродошлицу од свих, укључујући Јана Киса и остале академике”.
Постао је професор физике на Универзитету у Манчестеру 2001. године, а 2002. године постављен је за директора Манчестерског центра за мезонауку и нанотехнологију. Гејмова супруга и дугогодишњи аутор, Ирина Григоријева, такође се преселила у Манчестер као предавач 2001. године. Исте године, њима се придружио и Новоселов које се преселио у Манчестер из Најмегена, где је докторирао 2004. године. Гејм је био професор између 2007. и 2013. године, оставивши своју позицију професора Новоселову 2012. године. Такође, између 2007. и 2010. године, Гејм је био виши научни сарадник EPSRC-а пре него што је постао један од професора истраживача Краљевског друштва.
Гејм је имао много почасних стипендија за професора, међу којима су оне са Универзитета Цинхуа (Кина), Московског физичко-техничког института (Русија) и Универзитета Радбауда из Најмегена (Холандија).

## Истраживање
Гејмова достигнућа укључују откриће једноставног метода за изолацију појединачних атомских слојева графита, познатих као графен, у сарадњи са истраживачима са Универзитета у Манчестеру и ИМТ. Тим је објавио своје проналаске у октобру 2004. године у часопису Science.
Графен се састоји од слојева атома угљеника величине једног атома распоређених у дводимензионалне шестоугле и најтањи је материјал на свету, као и један од најјачих и најтежих. Материјал има много потенцијалних примена.
Гејм је изјавио да би једна од првих примена графена могла бити у развоју флексибилних екрана осетљивих на додир, а да он није патентирао материјал јер би му била потребна специфична примена и индустријски партнер.
Гејм је био део тима за развој биомиметичког адхезива који је постао познат као геко трака — тако названа због лепљивих стопала тропског гуштера гекоа — истраживање које је још увек у раним фазама. Нада се да ће развој на крају омогућити људима да ходају по плафонима попут Спајдермена.
Гејмово истраживање из 1997. године о могућим ефектима магнетизма на скалирање воде довело је до чувеног открића директног дијамагнетске левитације воде и довела је до експеримента лебдеће жабе. За овај експеримент, Гејм и Мајкл Бери добили су Иг Нобел награду 2000. године. „Прво су нас питали да ли се усуђујемо да прихватимо ову награду и поносан сам на наш смисао за хумор и самоомаловажавање што смо прихватили”.
Гејм је такође спровео истраживања о мезоскопској физици и суперпроводљивости.
Причао је о спектру предмета које је студирао: „Многи људи бирају предмет за свој докторат и затим настављају исту тему док се не пензионишу. Ја презирем овај приступ. Пет пута сам мењао своју тему пре него што сам добио своју прву сталну позицију и то ми је помогло да научим различите предмете”.
Ширећи опсег својих истраживачких авантура, Гејм је почео да проучава воду ниске димензије 2012. године, након што је добио Нобелову награду. Део овог рада признат је Међународном наградом за креативност за воду 2018. године.
Свог омиљеног хрчка, H.A.M.S. ter Tisha (хрчак Тиша), навео је као коаутора истраживачког рада из 2001. године.

## Награде и признања
Гејм је 2000. године, заједно са Мајклом Беријем, добио награду Иг Нобел за физику. Појавио се у часопису Scientific American на њиховом списку 50 најбољих научника 2007. године. Институт за физику доделио му је Мотову медаљу и награду 2007. године „за његово откриће нове класе материјала — самостојећих дводимензионалних кристала — нарочито графена”. Гејм је изабран за члана Краљевског друштва 2007. године.
Поделио је награду Европског физичког друштва са Новоселовим „за откривање и изоловање једног слободно стојећег атомског слоја угљеника (графен) и објашњавање његових изванредних електронских својстава”. Добио је Европску награду за науку Кербер 2009. године. Америчка национална академија наука одликовала га је наградом Џон Карти за унапређење науке за 2010. годину „за његову експерименталну реализацију и истраживање графена, дводимензионалног облика угљеника”.
Награђен је једном од шест годишњих истраживачких професорских стипендија које додељује Краљевско друштво 2010. године. Краљевско друштво додало је и своју Хјузову медаљу за 2010. годину „за његово револуционарно откриће графена и објашњење његових изванредних својстава”. Награђен је почасним докторатом Техничког универзитета Делфт, ЕТХ Цирих, Антверпенског универзитета и Универзитета у Манчестеру. Гејм је именован за Витеза команданта Реда холандског лава за допринос холандској науци.
Гејм је 2011. године постао дописни члан Краљевске холандске академије наука и уметности. Почасни је професор Московског физичко-техничког института, почасни професор Универзитета у Најмегену, почасни члан Института за физику, почасни члан Краљевског хемијског друштва, почасни члан Сингапурског института за физику и почасни професор Кинеске академије наука. Поред тога, Гејм је постао Витез бечелор 2012. године за служење науци. Изабран је за иностраног сарадника Националне академије наука САД у мају 2012. године. Додељена му је Коплијева медаља 2013. и Угљеникова медаља 2016. године.

### Нобелова награда за физику
Гејм је добио Нобелову награду за физику 5. октобра 2010. године, заједно са Новоселовим „због револуционарних експеримената са дводимензионалним материјалом графеном”. Након што је чуо да је добио награду, рекао је: „Добро сам, добро сам спавао. Нисам очекивао Нобелову награду ове године” и да се његови планови за тај дан неће променити. Предавање за награду одржано је 8. децембра 2010. године на Универзитету у Стокхолму. Ркеао је да се нада да ће графен и други дводимензионални кристали променити свакодневни живот као што је пластика учинила за човечанство.
Један од Гејмових колега рекао је да његова награда показује да људи и даље могу да добију Нобелову награду за „ленчарење у лабораторији”. Награда га је учинила првом особом која је, као појединац, освојила и Нобелову и Иг Нобелову награду. Када је добио обе ове награде, изјавио је да „искрено, ценим и моју Иг Нобелову награду и Нобелову награду подједнако и за мене је Иг Нобелова награда манифестација да знам да примим шалу, мало самодепрекације увек помаже”.

## Приватни живот

### Ставови и мишљења
Гејм је један од 38 Нобеловаца који су потписали декларацију из 2010. године коју су објавили Учењаци за мир на Блиском истоку чиме се осуђују међународни покушаји бојкота израелских академика, институција и истраживачких центара.
На симпозијуму Nobel Minds у децембру 2010. године, Гејм је изјавио да је одлука одбора за доделу Нобелове награде за мир да се награда додели кинеском дисиденту, заробљенику Љуу Сјаобоу, била снисходљива, говорећи:
„Погледајте људе који додељују Нобелову награду. Они су пензионисани норвешки политичари који су читаве своје каријере провели у сигурном окружењу, у модерној држави богатој нафтом. Настоје да прошире своје погледе на свет, како би свет требало да функционише и како демократија функционише у другој земљи. То је веома, веома снисходљиво — они нису живели у овим земљама. У протеклих 10 година, Кина се развила не само економски, већ се такође и најјачи заговорник људских права сложио да су се и људска права побољшала. Зашто морамо ово изопачити?”
Гејм је написао неколико мишљења за часопис Фајненшал тајмс. На популарном Би-Би-Си-јевом радио програму Desert Island Discs, Гејм је 2014. године дао интервју у коме је открио детаље свог приватног живота и укуса у музици.

### Национални идентитет
Гејмово порекло је веома комплексно, а детаљно је описано у његовој аутобиографији за Нобелову награду. У њој је Гејм изјавио да су већина чланова његове породице етнички Немци: његов отац долази из породице Поволшких Немаца, а мајка је такође била углавном Немица. И његов отац и деда по оцу провели су много година свог живота као затвореници у Сибиру у Стаљиновим Гулазима, а „неки чланови породице били су затвореници у немачким концентрационим логорима”. Такође наводи да је „патио од антисемитизма у Русији јер његово име звучи као јеврејско”.
Гејм резимира свој идентитет на следећи начин: „По мом најбољем сазнању, једини Јевреј у породици била је моја прабака, а остатак на обе стране били су Немци. Пошто сам живео и радио у неколико европских држава, сматрам се Европљанином и не верујем да је потребна било каква даљња таксономија, посебно у тако флуидном свету какав је свет науке”.